# 加里波利之战
加里波利之战（英語：Battle of Gallipoli），又称达达尼尔战役（英語：Dardanelles Campaign），是第一次世界大战中土耳其加里波利半岛的一场攻堅战役。它始于一个英国法国联盟的海军行动，戰略目標為突入达达尼尔海峡、打通博斯普鲁斯海峡，然后占领奥斯曼帝国首都伊斯坦堡。在土耳其此战称为恰纳卡莱之战（土耳其語：Çanakkale Savaşı）。
在此次戰役中，协约国方面先后有50万士兵远渡重洋登陸加里波利半岛。近11个月的战斗后，约71,985人死亡，96,937人受伤。这场战役是一战中最著名的战役之一，也是当时最大的海上登陆作战。由於此戰役傷亡慘重，而傷亡將士絕大部分來自澳大利亚与及新西兰，故此此兩國於戰後將登陸日期定為永久國定假期，是為澳紐军团日。

## 序幕
在1914年的马恩河战役之后，协约国和同盟国在法国北方和比利时一角的战线上陷入僵持状态。此時，傳統與英國為盟的奧斯曼帝國逐漸倒向德國一方。
自英國在1907年與奧斯曼帝國傳統敵人俄羅斯修好及結盟，奧斯曼帝國便開始質疑過去百年來聯英抗俄的外交政策能否持續。而德國自協助建成柏林-巴格達鐵路後，對奧斯曼帝國的影響力有增無減，更積極拉攏奧斯曼帝國，以在近東牽制俄羅斯。第一次世界大戰爆發後，由於英國在外交策略上的輕忽，德國將兩艘無法逃出地中海的新式戰艦格本號大巡洋艦和布雷斯勞號小巡洋艦「贈與」奧斯曼帝國，將他們半拖半就加入同盟國的行列，結果導致當時西歐援助俄羅斯最重要的黑海航道遭到封鎖。只有少數封凍港可用的俄羅斯海運吞吐量因此萎縮到僅剩百分之五的地步，這對俄羅斯繼續戰鬥的影响很大，並可能導致協約國輸掉戰爭。
法国官員們首先推荐采取“外围战略”（在陷入僵局的西線以外尋找決定性戰場）的办法打破僵局。1914年11月英国海军大臣温斯顿·丘吉尔提出凭借英国海军的实力打开达达尼尔海峡，然后在加里波利半島登陆，直取奧斯曼土耳其首都伊斯坦布尔，把土耳其逐出战争。一方面又减轻俄罗斯高加索山战线的压力。得到君士坦丁堡控制的博斯普鲁斯海峡就可直通黑海，支援血战的俄国军队。并且，希望借此开辟南线，攻打奥匈帝国。1915年1月2日英国政府接受了尼古拉二世的请求，决定在达达尼尔海峡開闢一条新战线。

## 海战

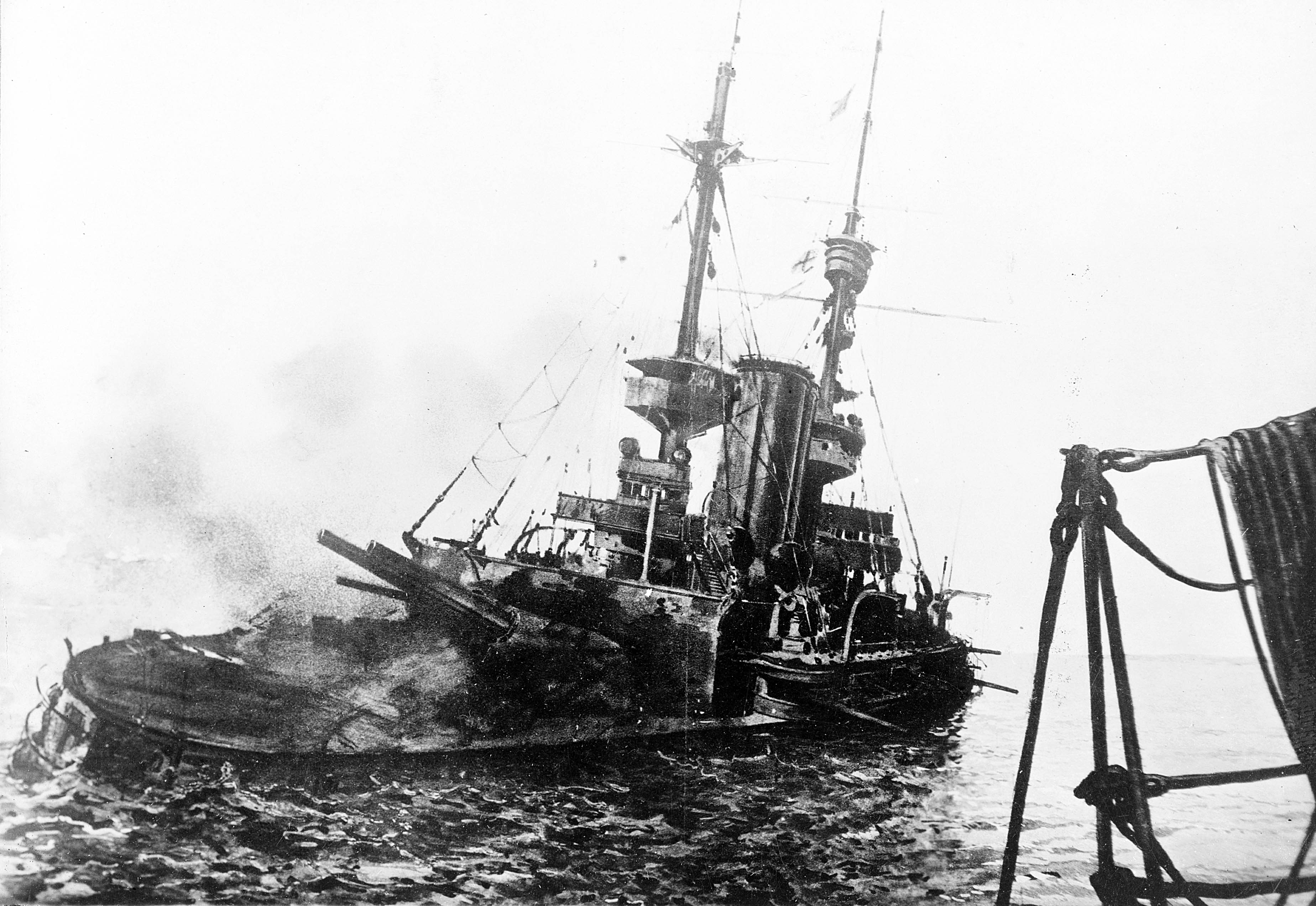
無阻號戰艦被水雷炸沉，3月18日。

英法两国投入战役的共计有62艘军舰，以及大量辅助船只，并指定英国皇家海军地中海舰队司令萨克维尔·卡登上将负责指挥这次战役。舰队从1915年2月19日砲轰达达尼尔海峡。
在陆地上，奧斯曼军队在遭受突然袭击的情况下，纷纷丢弃阵地向内陆退却，英国突击部队在没有遇到抵抗的情况下率先冲上海岸。至此，同盟军实际的地区总指挥，德国军事顾问奥托·冯·桑德斯中将已洞悉对方计畫中的加里波利登陆战，遂火速调动军队至战区，指示奧斯曼军掘壕坚守，依据半岛复杂的地形建立了强大的防御体系，又在该地集结土、奥砲兵部队。在英法军队准备扩大战果时，隐蔽在阵地中的奧斯曼軍一起开火，把正在攀登悬崖的英军打了个措手不及。3月3日，联军的首轮登陆行动宣告失败，卡登上将也因病被当作“伤员”回国，由约翰·德·罗贝克上将接任舰队司令。
3月18日，联军以新服役不久的无畏舰“伊丽莎白女王号”(8门15英寸/381mm主砲）为旗舰，“不屈号”(8门12英寸/305mm主砲)战列巡洋舰为副旗舰，带领12艘和4艘吃水较浅的英、法前无畏战列舰为主力舰（大多数配備有4门12英寸/305mm主砲）；共18艘战列舰，拥有300门大、中口径舰砲，在“皇家方舟号”水上飞机母舰提供侦察和舰砲校射及小规模轰炸掩护下，企图强行闯入仅1.6公里宽的海峡通道。土军则在海峡处筑有几处永久要塞（与清军后期海防要塞配置几近相同），当天与英国海军直接对阵的只有3座要塞的22座克虏伯旧式要塞砲，全人力操作，最大口径240mm，每门备弹约50枚，另有部分小口径陆上火砲。
英方最初认为，凭借强大的海军火力即可摧毁土军要塞，而未像曾经在中国大沽口那样组织登陆部队攻佔要塞。11时起，英法海军列队在海峡中来回行驶抵近要塞开砲，数度压制了土军火力，却因此增大了触雷的概率，「無阻號」、「不屈號」、「海洋號」、法舰「布韋號」4艘军舰相继触发水雷，「無阻號」、「布韋號」当即沉没，「海洋號」于夜间沉没；土军残存要塞砲在硝烟的掩蔽下伺機反击，从下午战至晚上，英軍“阿加曼農號”、「不屈號」及法軍「蘇弗朗號」、「高盧人號」4艘戰艦被土军要塞砲近距离直射命中，严重受损。
此次行動英国派出伊丽莎白女王号以震慑土军，由於这艘大吨位的战列舰在狭窄的海峡中行动不便，被配置在靠后的位置，并不是作战主力，当晚罗贝克上将认为須避免伊丽莎白女王号受损而影响其震慑力，於是下令全舰队撤退。事後证明，此撤退的決定很可能是一個決定性錯誤，因為奧斯曼軍一共只施放了26枚水雷，且此时要塞砲的砲弹已因消耗和戰损而所剩无几，補充的砲弹係从德国进口，存放於伊斯坦堡，當時因途中耽搁而未能及时运达，若英国海軍能不执迷于摧毁海峡口的土军要塞砲台而繼續挺進，则協約軍擊敗奧斯曼軍的勝算極高。
其後英法舰队捲土重来，还是取得了达达尼尔海峡口的控制权，但计划在加里波利的登陆却因此耽搁，最终演化成类似西线戰場的堑壕战。

## 陆战

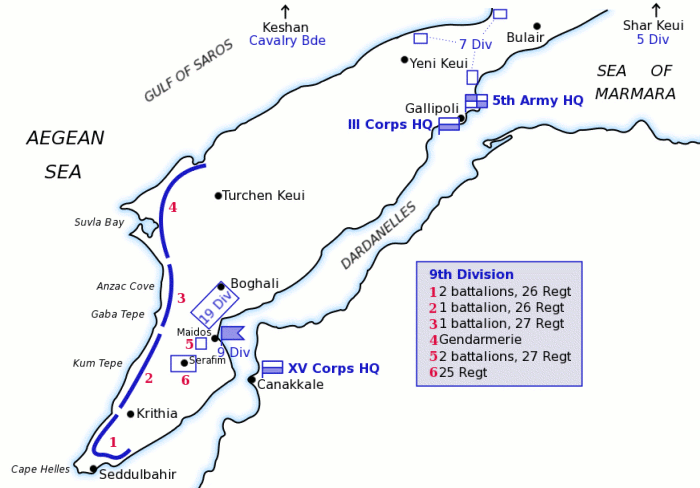
奥斯曼第五军团的部署

在陆上，英国陆军大臣，第一代基奇納伯爵赫伯特·基奇納命有“诗人将军”之称的英国陆军上将伊恩·汉密尔顿负责指挥。在卡登上将首轮登陆失败后，协约军判断一定要以陆军佔领加里波利，才可得到达达尼尔海峡控制权。协约国在埃及和希腊群岛仓促集结了一支近八万人的远征军，其主力由当时駐埃及的澳大利亚和紐西蘭军队组成，即“澳紐军团”（ANZAC）。
与其对阵的是同盟国由奥托·冯·桑德斯率领的奧斯曼新编第五军团，有八万四千人。当协约国远征军抵达时，兵力已被奧斯曼軍超过；协约军被阻挡在滩头，奧斯曼軍拥火砲居高临下；协约军无法在松软且充满地下水的滩头构建坚固工事，极度依赖海军舰砲的支持。
土军在德国砲兵顾问（直接参战的低阶德军砲兵军官）的指挥下拥有众多且组织良好的砲兵。在3月，土军在达达尼尔海峡两岸总共部署了82门固定岸防砲，多于230门77mm至150mm移动火砲，这些火砲对协约军登陆部队带来很大损伤。随着双方陷入僵持，协约军在滩头构筑工事据守，此时土军即便最大的150毫米火砲也不足以造成大的伤害。後來英法舰队遭遇土军鱼雷艇和德军潜艇夜间偷袭有所损失，因而撤出了战场；而土军获得奥匈帝國砲兵支援，1915年11月15日第一门奥匈帝国的240毫米（24 cm Mörser M 1898）摩托化自走臼砲（每门由2部刚问世不久的内燃机动力拖车装载机动，但仍需固定安装后才能开火）抵达加里波利，名义上交付土军第5军团，因土军尚未来得及接受操作训练，实际由奥匈帝國砲兵於11月25日直接操作参战，火力优势壓倒了协约国登陆部队；滩头的简易工事均无法抵御其直击，也因舰队撤离无法召唤舰砲火力摧毁射程较短的奥军火砲；只是这种臼砲射击缓慢，加之奥軍砲兵派出的2门臼砲施行袭扰战术，每小时只发射2-3枚并持续到每天夜晚，协约军从指挥部到伙房的简易工事均无法防御，只能祈祷其砲弹不会落到自己头上，这是促使协约军在一个半月后即全部撤出的主因之一（The Austrian K.u.K. 24 cm. Motormörser-Batterie M 98 No. 9 arrived at Gallipoli on November 15th 1915. Its first bombardment opened on November 25th.）。战事中亨利·莫塞萊不幸殒难。

### 登陆
根据计畫，英军和澳紐军团在同一天，分别从两个不同登陆点上岸，英国军队从海丽丝岬（Cape Helles）登陆。在英軍登陆之前，澳紐军团先在更北面近伽巴帖培（Gaba Tepe）的海滩登陆。
1915年4月25日夜，在掩护舰队实施艦砲預備射擊后，协约国部队同时展开登陆行动。由于澳紐军团士兵大多没有接受过夜间登陆训练，再加上对半岛地形一无所知，错误地在目标以北的一个无名小湾（今澳紐军团湾）登陸。同一天，英国和印度部队在海丽丝岬同样遭到奧斯曼軍的猛烈火力攻擊。法军在达达尼尔海峡对面亚洲側登陆，但第二天撤退加入英军。虽然建立了滩头阵地，但登陆军根本就无法把部队有效展开，实际上陷入了不稳固的、难以防守的立足点。
奧斯曼军队在穆斯塔法·凯末尔上校（后来“土耳其之父”阿塔图尔克）的指挥下，随即进行了猛烈的还击。经过一夜的混战，双方死伤惨重，已登陆在滩头的1.6万名澳紐军团士兵在奧斯曼军队砲火的压制下，被困在临时掩体中动弹不得，接下来的几天，双方又陷入了僵持局面。

### 僵持
5月1日，奧斯曼军队大举反攻协约国部队最南面的一个登陆场。在战斗中，英国战列舰“霍莱伊特号/HMS Goliath”、“凱旋号/HMS Triumph”和“威严号/HMS Majestic”相继被击沉，后两者为德国"SM U-21"潜艇战果。结果英国撤离了大批舰只。这样一来，登陆部队便失去了海军的支援，也失去了火力优势。
5月6日至8日，协约军向克里希亚进攻，死伤惨重，最终失败。19日奧斯曼軍沿着整个澳紐军团前线又发起反攻。士兵在一连串的自杀式冲锋中战死。澳紐军团无法占领预定的山头目标，他们被困守在一条从海滩到前沿不过400米的单薄的阵地上。
随着夏季的来临，上坡上遍地尸体，带来痢疾、腹泻和肠热等疾病。半岛上的澳紐军团士兵因气候不适，导致非战斗减员持续增加。但协约国为了赢得此次行动的胜利，又调配了3个师的英军前往半岛。与此同时，冯·赞德尔斯也在拼命集结奧斯曼军队，准备迎击新一轮的进攻。

### 8月进攻
1915年8月6日，新一轮的登陆战在澳紐军团登陆场西北面的苏弗拉湾（Suvla Bay）拉开。配合这个计畫的两场战鬥在独松（Lone Pine）和尼克山谷（The Nek）展开。这次行动由英国陆军资深将领弗雷德里克·斯托普福德（Frederick Stopford）将军指挥，由于奧斯曼在苏弗拉湾的防守比较薄弱，英军在登陆时未遇到太多抵抗，但是部队上岸后未能迅速扩大登陆场、巩固滩头阵地及向内陆推进佔领制高点，再度喪失了宝贵的战机。奥托·冯·桑德斯紧急从其他防线抽调了近2万奧斯曼军队抵达苏弗拉湾，抢先在萨里巴依尔山脊设置了一道临时防线。凯末尔亲自率领奧斯曼军成功遏制了协约国军队前进的步伐。時至9月，战事开始又陷入僵局。

## 撤退

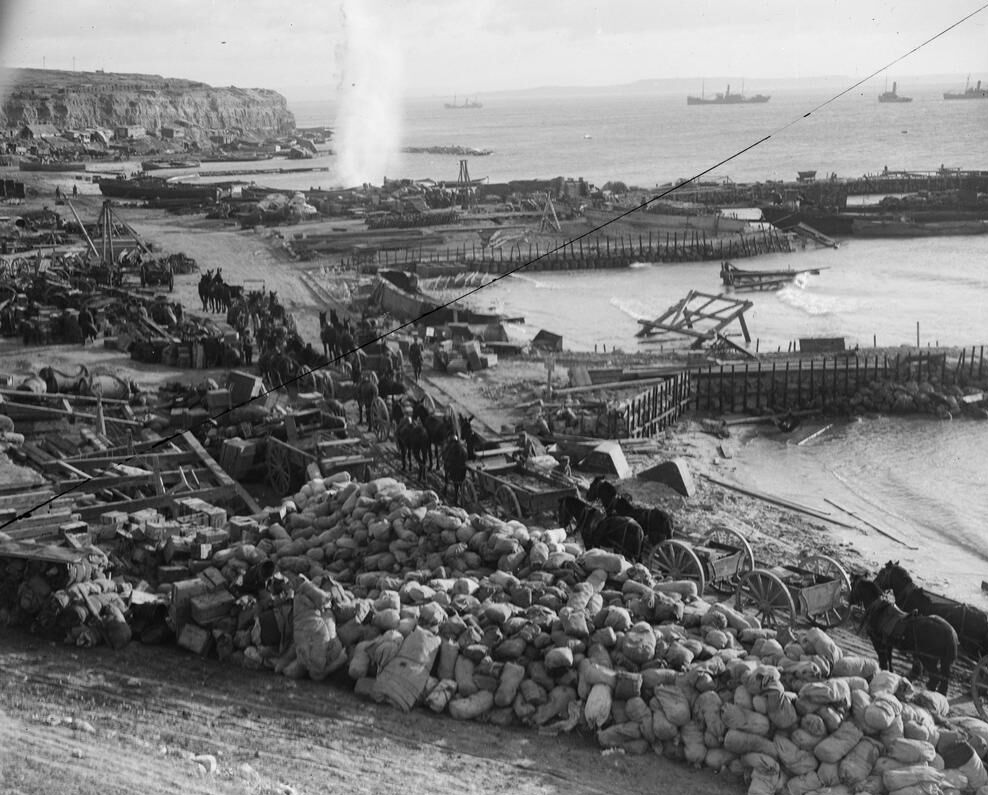
半岛南岸W海滩，1月7日。

9月，汉密尔顿被召回并被解除了指挥权，察尔斯·门罗将军接替了他，但协约国军队的伤亡人数仍与日俱增。初冬寒冷，许多兵士患病，严重冻伤迅速在部队中蔓延，超过16,000人冻伤，有人甚至冻死。11月23日，陸軍大臣基钦纳视察战场后，不得不下令按阶段撤退。9万军人秘密撤离加里波利，而土耳其人完全没有发觉。整个战役中，撤退是最成功的行动，伤亡不到10人。1916年1月9日，当最后一名澳紐军团士兵离开海滩后，这次一战中最大的登陆战也就正式宣告彻底失败。
一般認為此次作战規劃疏漏、指挥不当、各單位配合不佳，导致伤亡惨重。平心而论，一次大戰當時已陷入僵持不下、死傷慘重的壕塹戰中，而協約國擁有制海權，當時選擇打擊相對戰力較弱的奧斯曼土耳其，是很合理的選擇。這場戰役的失败，很大原因归咎於指挥者的优柔寡断，正如英國著名的軍事史家富勒所言：“这是一个正确、大胆而有远见的计畫，但却被在执行过程中出现的一系列英国历史上前所未有的错误给断送了。”

## 餘波
加里波利之战有许多政治、军事与文化上的后果。
- 聯軍撤退時，有許多物資無法撤走，奧斯曼帝國花了近十個月的時間，才將大型物資清運完畢，而其餘物資及戰場復原，則是大戰結束時都還在進行。
- 此役雙方皆死傷慘重，許多屍體皆是就地掩埋，甚至有更多是無人聞問，因此時至今日，當地農夫在耕種時，依舊可以挖到許多的遺骨。
- 英国战史学家约翰·富勒在其著作《西洋世界军事史》中认为加里波利战役在战略上並無不當，但在戰術上卻是一大慘敗。更糟的是，由於战役本身欲支援俄羅斯的目标并未达成，协约国的失败甚至促使保加利亚投入同盟国阵营从而使得巴尔干战局更加恶化，因為自此以後德國與土耳其之間有了直接聯繫的通道；同时使得大量人力、物力消耗在土耳其而未能用於提早突破西线戰局。从长远影响来看，整个作战计畫，应当为帝俄崩溃和俄国赤化负责。
- 此次战役奧斯曼帝國的主要将领之一穆斯塔法·凯末尔·阿塔蒂尔克成为战争英雄。数年之后，他领导土耳其独立战争得到勝利，使现代国家土耳其诞生，并被尊称为土耳其的国父。
- 批准此次战役的时任英国第一海军大臣温斯顿·丘吉尔因为战局不利遭到排挤被迫辞职下台。

### 伤亡
- 協約國：300,000人(56,707人死亡)
- 奥斯曼帝国：255,268人(56,643人死亡)

### 纪念
土耳其政府建立加里波利半岛国立历史公园以纪念加里波利之战戰死的5万多名將士。公园里建有纪念馆、纪念碑和墓地。3月18日被设立为土耳其烈士节，与澳大利亚人和新西兰人的澳紐军团日的意义相似。
今天，加里波利半岛昔日战场，许多已经变成了农场。惟独澳紐军团湾模样基本没变，成为了土耳其旅游景点。
加里波利之战在澳大利亚和紐西兰的觀點中，象徵了兩國的英勇顽强和同袍情谊；因此，澳紐军团登陆的日子4月25日，被定为澳紐军团日，以纪念加里波利之战牺牲的联合军团将士。今天，澳紐军团节已成为澳大利亚和紐西兰最重要的节日之一。

### 引用
1. 1 2 3 4  Erickson 2001a，第94頁.
2. ↑  Erickson 2001a，第94–95頁.
3. ↑  Erickson 2015，第178頁.
4. 1 2 3 4  Clodfelter 2017，第417頁.
5. 1 2  Erickson 2001a，第327頁.